# Missing Links, Vol. 1: Hillbilly Wolf
Missing Links, Vol. 1: Hillbilly Wolf je kompilační album amerického rockového kytaristy Linka Wraye, vydané v roce 1990. Jedná se o první ze čtyř alb s podobným názvem, druhé je Missing Links, Vol. 2: Big City After Dark, třetí Missing Links, Vol. 3: Some Kinda Nut a čtvrté Missing Links, Vol. 4: Streets of Chicago.

## Seznam skladeb
1. Teenage Cutie (Alpert, Davis, Wray) - 1:55
2. I Sez Baby (Harlow, Williams) - 2:00
3. Johnny Bom Bonny (Harlow, Kibler) - 2:17
4. It's Music She Says (Davis, Stone) - 2:25
5. Flirty Baby #1 (Wray) - 2:00
6. Danger One Way Love (Wray) - 2:21
7. Hillbilly Wolf (Adelman, Strickland) - 2:07
8. Got Another Baby (Davis, Wray) - 2:22
9. Turn Me Loose (Wray) - 2:05
10. TV Baby (Wray) - 1:31
11. I'm Counting on You (Wray) - 2:11
12. Sleep Tight (Wray) 2:38
13. I'm Gonna Sit Right Down andCry (Over You) (Biggs, Thomas) - 1:46
14. Roughshod (Cooper, Wray) - 2:11
15. The Stranger (Wray) - 2:14
16. Boo Hoo (Rainwater) - 1:45
17. Gotta Go Get My Baby (Adelman, Rainwater)- 3:09
18. Flirty Baby #2 (Wray) - 2:20
19. Pancho Villa (Cooper, Wray) - 2:02
20. Lawdy Miss Clawdy (Price) - 2:34
21. Vendetta (Cooper, Resnick, Wray) - 2:42